# Толванд (река)
То́лванд (Толвант) — река в Мурманской области России. Протекает по территории Кандалакшского района. Впадает в озеро Ковдозеро на высоте 37,2 м над уровнем моря.
Длина реки составляет 15 км. Площадь водосборного бассейна — 895 км².
Река берёт начало из ламбины без названия в 9 км к западу от озера Верхний Верман.
До создания Иовского водохранилища, в которое входит озеро Толванд, единственным водосбросом озера была река Толванд. При создании водохранилища порожистый исток реки был преграждён плотиной, в результате чего река стала получать воду лишь с небольшой площади и во время сброса излишков воды с озера. Река протекает по лесной, местами заболоченной местности. Проходит через озёра Лебединое Плесо, Толвандламбина и Толванд. Порожиста, крупнейшие пороги Мусорный и Железные ворота. Впадает в Ковдозеро недалеко от села Ковдозеро. Населённых пунктов на реке нет. Через реку перекинут автомобильный мост на автодороге Кандалакша—Зареченск.

## Бассейн
К бассейну реки Толванд также относится озеро Лохтъярви, которое по сути является частью озера Толванд. В озеро Толванд впадают реки:
- Кети, несущая воды озёр Кети и Хангасъярви;
- Нижний Верман, несущая воды озёр Верхнего Вермана и Нижнего Вермана.

## Данные водного реестра
По данным государственного водного реестра России относится к Баренцево-Беломорскому бассейновому округу, водохозяйственный участок реки — Ковда от Иовского гидроузла и до устья. Речной бассейн реки — бассейны рек Кольского полуострова и Карелии.
Код объекта в государственном водном реестре — 02020000612102000001203.